# Aparell de via

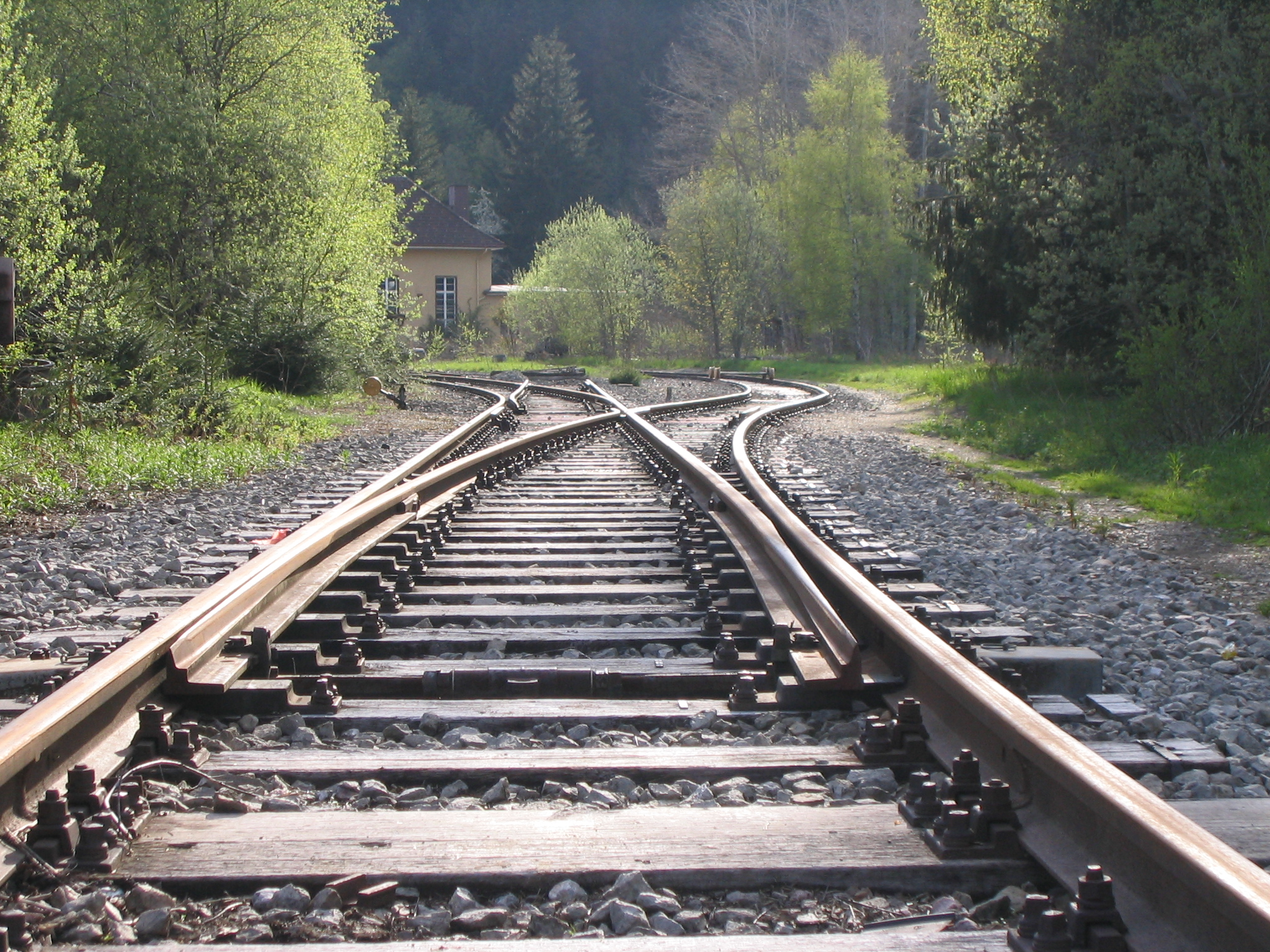
Desviament ordinari.

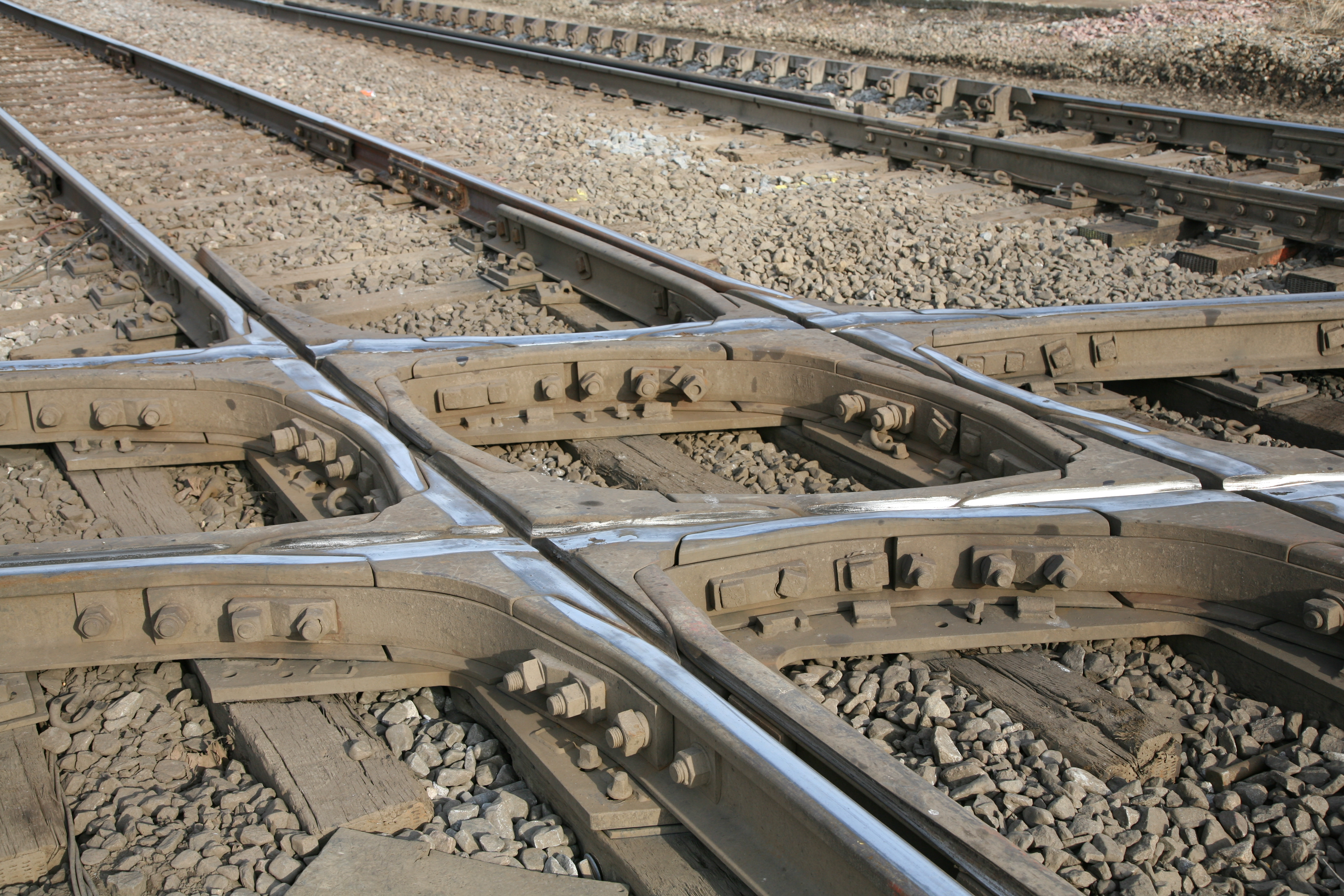
Travessera rectangular.

Un aparell de via és un dispositiu que permet la ramificació i el creuament de diferents vies de ferrocarril. Els aparells de via estan formats per dos elements bàsics: desviaments i travesseres.
Existeixen dos tipus bàsics d'aparells de via:
- Els desvíaments o canvis d'agulles, que permeten que una via es ramifiqui en dues o excepcionalment en tres vies.
- Les travesseres que permeten la intersecció de dues vies sense possibilitat de canviar d'una a l'altra.

Els aparells de via es fabriquen amb peces unides amb trossos de rail anomenats carrils d'unió.
També de vegades es considera com un aparell de via el dispositiu pel bescanvi de dades entre la via i el tren, com per exemple la balisa.